# Abdij van Börstel

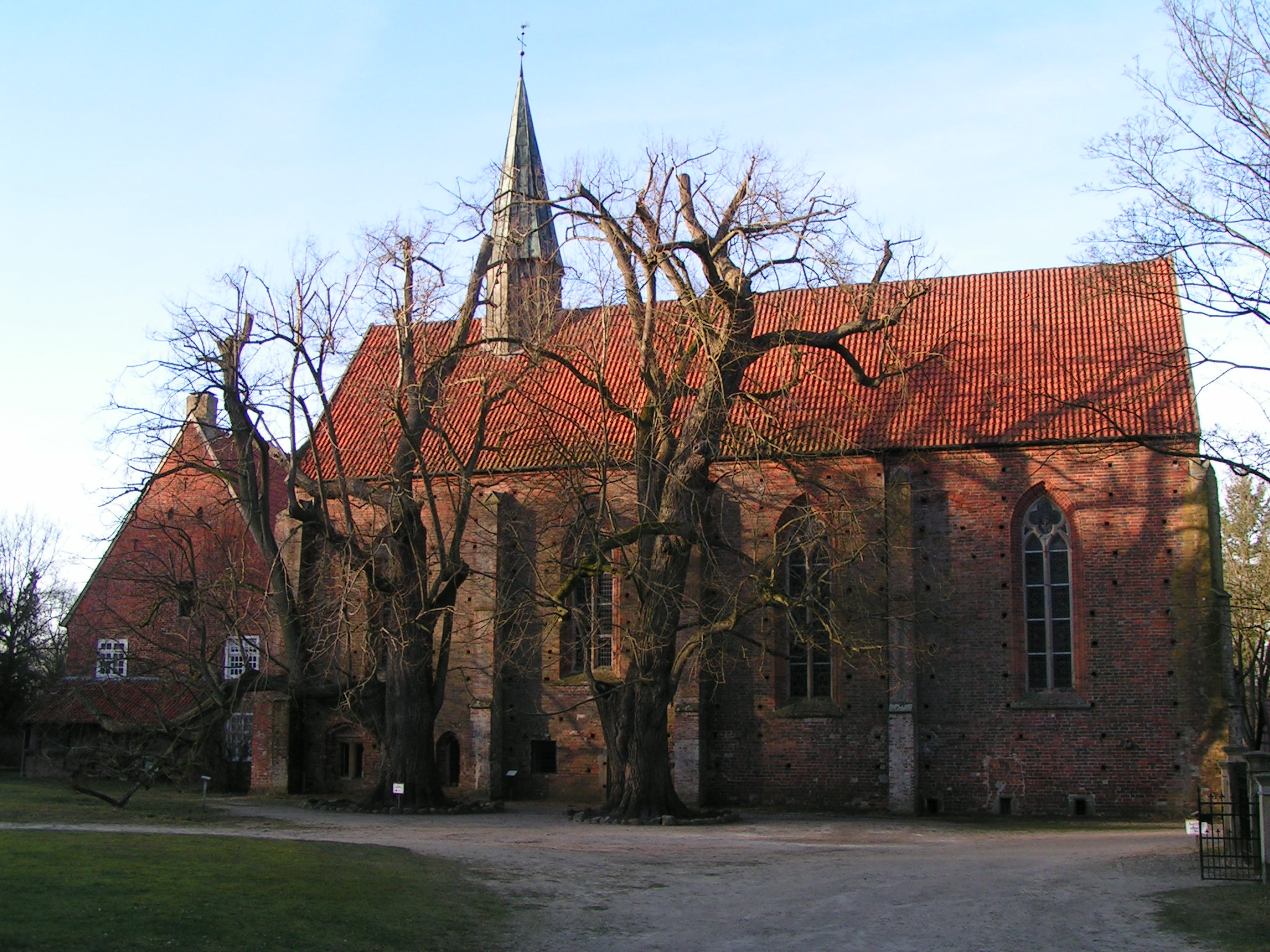
Het freiweltliche Damenstift Börstel. Zuidzijde van de kerk.

De Abdij van Börstel (Duits: Stift Börstel) is een voormalige abdij van cisterciënzernonnen in het noorden van de Landkreis Osnabrück. Tegenwoordig is het een oecumenische gemeenschap waar een tiental vrouwen wonen, het is "freiweltlich", wat wil zeggen dat er geen connectie meer is met de Rooms-Katholieke kerk. Ook zijn er gastenverblijven voor belangstellenden die tijdelijk aan religieuze activiteiten willen deelnemen of op zoek zijn naar rust en zingeving.

## Ligging

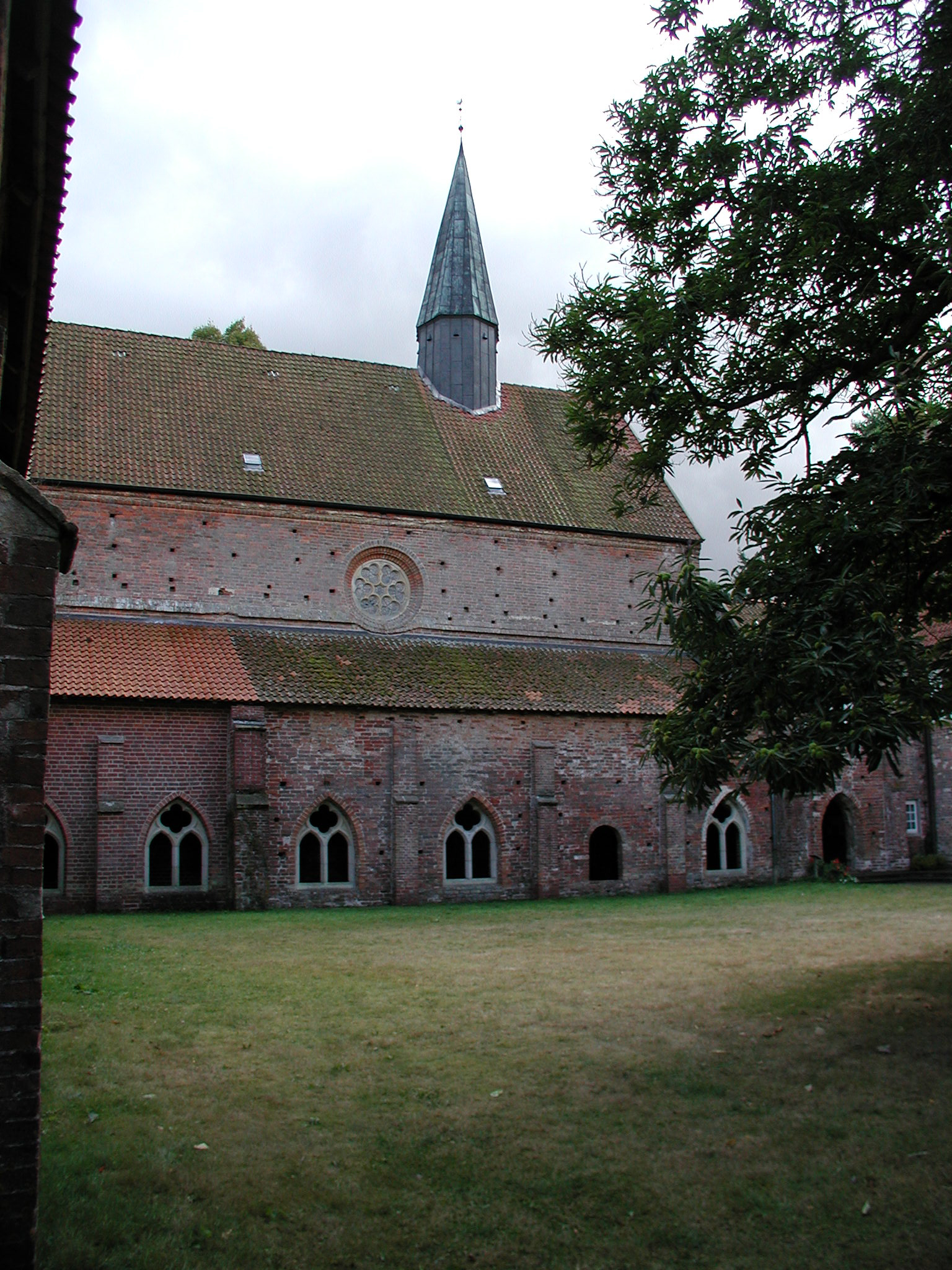
Noordzijde van de kerk met erlangs de kloostergang

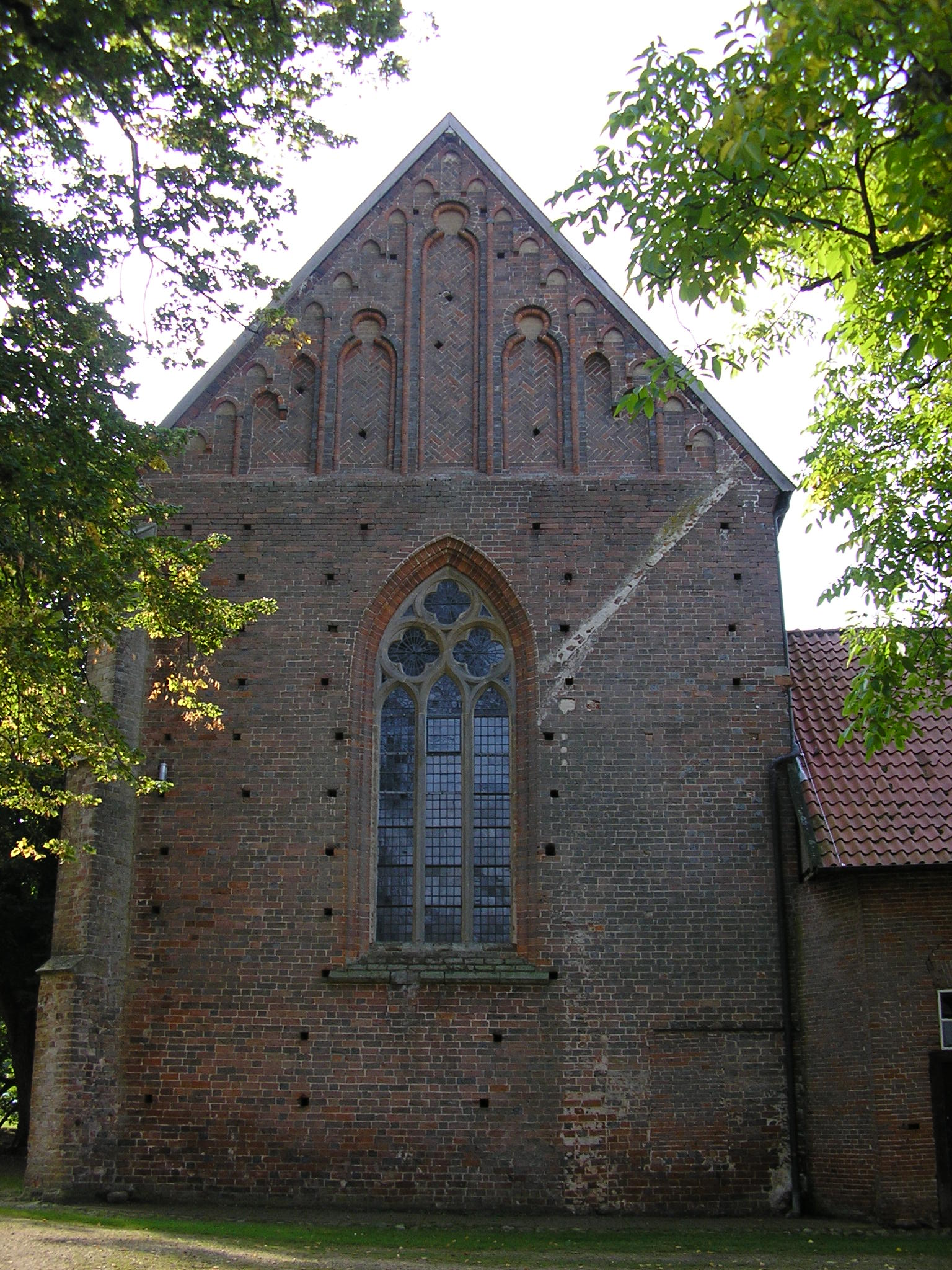
Oostgevel

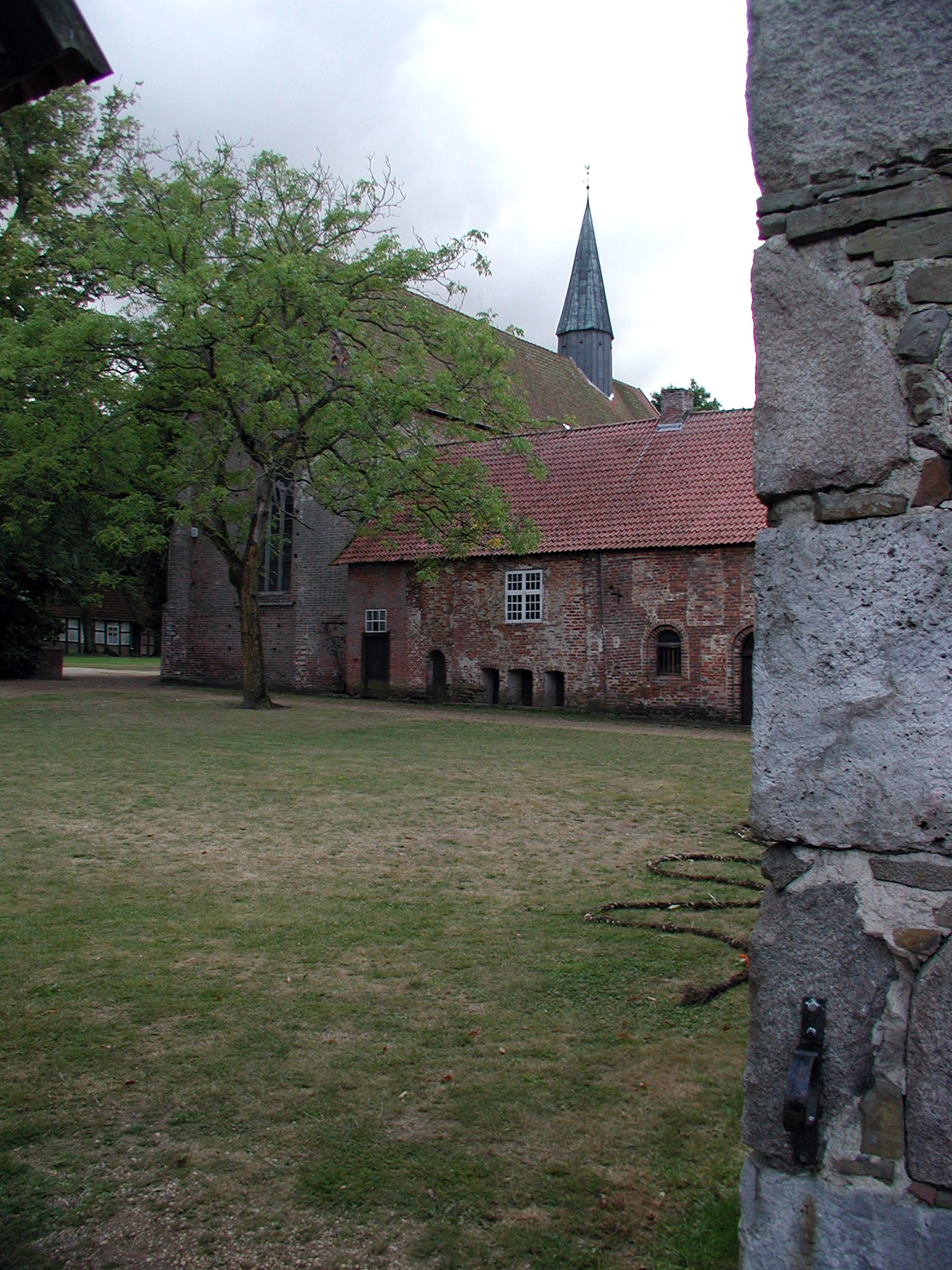
Zicht vanaf het erf op de oostgevel

Abdij Börstel is gelegen in een agrarische omgeving met bos, akkers en weilanden, aan de weg van Berge naar Herzlake. Het gehucht Börstel bestaat verder uit slechts enkele boerderijen. De afgelegen abdij ligt aan de noordelijke uitlopers van de Ankumer hoogte ten noordwesten van het Teutoburgerwoud. Het voormalig klooster is naar Cisterciënzer traditie eenzaam gelegen. Te voet is het ongeveer een uur gaans naar het dichtstbijzijnde dorp.

## Geschiedenis

### Middeleeuwen
Volgens overlevering hebben graaf Otto I en Johann I van Oldenburg rond 1244 het klooster „Rosental“ in Menslage opgericht, waarvoor ze hun daar liggende Meierhof afstonden. De eerste connectie van het nonnenklooster met de cisterciënzerorde kan niet gemaakt worden. Het klooster wordt voor het eerst in een oorkonde van het Prinsbisdom Osnabrück van 3 juni 1246 genoemd, de oprichting kan enkele jaren ervoor liggen.

Engelbert I. von Isenberg (afstammend van de Burg Isenberg/Hattingen), Bisschop van Osnabrück, draagt over aan het klooster in Menslage de Erve Schlingmann nabij Menslage met drie erven in de buurtschap Herbergen.

De oprichting van het klooster (conventui in Menslage Cisterciensis oradinis contulimus) was in Menslage, al vonden daar waarschijnlijk geen verbouwingen plaats. Rond 1251 volgde de verplaatsing naar de bossen bij Börstel. In een Tecklenburger oorkonde uit maart 1251 staat:

Graaf Otto I. von Tecklenburg verkoopt aan het naar Börstel te verplaatsen klooster in Menslage de helft van een hem toebehorend stuk grond in Börstel, nabij Berge, voor 100 Mark.

De verplaatsing van het klooster kort na de oprichting werd waarschijnlijk gerealiseerd door landruil. In Börstel werd de kloosterkerk "St. Marien" gebouwd, een bakstenen vierbeukige kerk. De inwijdingsdatum van de kerk is niet bekend.
Na een eerste naamgeving als klooster "Rosental" wordt de naam "Marienbergen" gebruikt, waarschijnlijk naar de schutspatroon van de Cisterciënzernonnen, Maria, de moeder van Jezus. Deze naam wordt echter alleen in de 13e eeuw in enkele oorkonden gebruikt. In de eerste 80 jaar van zijn bestaan ontving het klooster zes pauselijke toezeggingen waarmee hun rechten werden vastgelegd. Deze liepen uiteen van een pauselijke bul vanwege paus Innocentius IV tot een bevestiging van de kloosterlijke rechten door paus Johannes XXII.
Door schenkingen door de eeuwen heen van de prinsdommen Oldenburg en Tecklenburg, door grondaankopen van het klooster evenals de schenkingen van de Abdij van Corvey, die verschillende nederzettingen van de parochie Löningen afscheidde en doorschoof naar de cisterciënzer nonnen, groeide hun bezit verder uit.

### Reformatie en Dertigjarige Oorlog
Rond het begin van de 16e eeuw trad een geleidelijke overgang van de katholieke liturgie en gebruiken naar de Lutherse op. Op de hervorming van de diensten duiden ook de formuleringen bij het voordragen van de abdis Beata Schade (1532-1556). Als getuigen bij de verkiezing traden lutherse predikanten op: Bartholomäus Niggemann uit Berge en Ludolf Erffmann uit Quakenbrück. Diverse bronnen spreken tot in de 17e eeuw over het bestaan van een mengvorm in Börstel bestaande uit Evangelische prediking en Rooms-Katholieke rituelen. Zoals voor de Reformatie kwamen de koorzangeressen bij gebedendiensten op de nonnengalerij samen, die echter niet meer zevenmaal maar driemaal per dag werden gehouden. Diensten met een preek vonden plaats op woensdag, vrijdag en zondag.
Tijdens de Tachtigjarige Oorlog en de Dertigjarige Oorlog werd het klooster zwaar belast met contributieverplichtingen en inkwartieringen. Ook kwamen plunderingen voor. Na de bezetting van het Prinsbisdom Osnabrück in 1633 door Zweedse troepen verslechterde de situatie voor de weinige overgebleven cisterciënzer nonnen verder, die in 1637 en 1638 vijfmaal naar het bij Fürstenau gelegen Wasserschloss Lonne of naar Lingen moesten vluchten.

### Veranderingen in de 17e eeuw
Een ingrijpende verandering volgde na de Reformatie. Als gevolg daarvan veranderden ook de leefgewoonten van de kloostervrouwen in Börstel, de tot dan strenge toelatingsnormen werden opgeheven, de afgelegde geloften aan de kloosterorde onverbindend verklaard. Het beëindigen van het leven in de kloostergemeenschap ten gunste van zelfstandig wonen, het bezoek ontvangen in het klooster van familie en bekenden of zelf op reis gaan werd allemaal toegestaan.
Met de Vrede van Westfalen en de Rijksdag van Nürnberg van 1650 werden de bepalingen vastgesteld van de „Altijddurende Capitulatie“ (Capitulatio perpetua osnabrugensis) en begon de aanduiding als niet-Katholieke abdij met nieuwe reglementen. Deze bepaalden dat van de tien intern wonende leden acht, waaronder de abdis, protestant zijn en twee katholiek. Dit is in de 21e eeuw nog van toepassing.

### Franse tijd
In de tijd van de Franse overheersing werd de abdij in december 1811 opgeheven, wat eind 1813 weer werd teruggedraaid. Door de Duitse bevrijdingsoorlog van 1813/1814 stortte in Westfalen het Napoleontische overheersingssysteem snel in. Al in november 1814 werden grote delen door Pruisische militairen bezet.

### Huidige situatie
Voorheen was het verplicht dat de abdis van adellijke afkomst was. De wegens gevorderde leeftijd aftredende Johanne von Bodelschwingh werd in 2004 echter door de niet-adellijke geograaf Britta Rook opgevolgd, die ook in 2018 het ambt nog uitoefent. Het kapittel dient zowel op zakelijk als op religieus gebied de belangen van de abdij. De abdis is zowel geestelijk leider als bedrijfsleider van de in zakelijk opzicht zelfstandige abdij.

## Oorkonden
Over de geschiedenis van de abdij bestaat een omvangrijke hoeveelheid documentatiemateriaal; van allerlei kloosterlijke aangelegenheden bestaan originele oorkonden:
- 1323

In 1323 werd een kapelaan betaald uit dotaties bij de altaren van Maria en Nicolaas van Myra.
- September 1325

„Het Klooster Börstel verkoopt aan priester Hermann genoemd Honeke voor 23 Mark de tienden van drie erven“.
- September 1470

„Voor Lambert Hermannshus, rechter te Menslage, zweert Tebbe ton Oldenhus een vete tegen het Klooster Börstel af“.
- Mei 1540

„Arnold van der Borch, hoofd van het Domkapitel in Osnabrück, deelt als rechter en commissaris van Karel V de abdis mee, dat ze Georg Roberg een toelage moet toekennen.“.
- Juni 1581

„Het Domkapitel te Osnabrück verkoopt aan het klooster Börstel voor 1500 daalders de tienden van de buurtschappen Renslage, Wierup en Klein Mimmelage behorend tot Menslage“.

## Het kerkgebouw
Middelpunt van het grote kloosterperceel is de vroeggotische kloosterkerk „St. Marien“, gebouwd in Noord-Duitse baksteengotiek.
De buitenafmetingen van de kerk bedragen 10,50 × 30,70 meter. Als fundering dienen onbewerkte zwerfstenen van verschillende vorm en grootte. De natuursteensokkels die daarop rusten zijn de basis van de met vijf steunberen voorziene gemetselde muren, de vier traveeën, hebben elk een gotisch spitsboograam. Bijzondere aandacht kreeg de vormgeving van de oostelijke kerkmuur.
Deze gevel waar men het eerste zicht op heeft, valt op door zijn architectonische vormen met spitsbogen en arcaden. Het aanzien van de gevel wordt versterkt door decoratieve ornamenten. De westgevel is eenvoudig gehouden, met blinde vensters en enige tegelversiering. In tegenstelling tot de oostgevel, die in de 19e eeuw na afbraak naar oud voorbeeld opnieuw werd opgebouwd, en enkele verbeteringen aan de steunberen die op verschillende tijden zijn uitgevoerd, is het originele baksteenbestand van de kerk behouden.

## Bezienswaardig

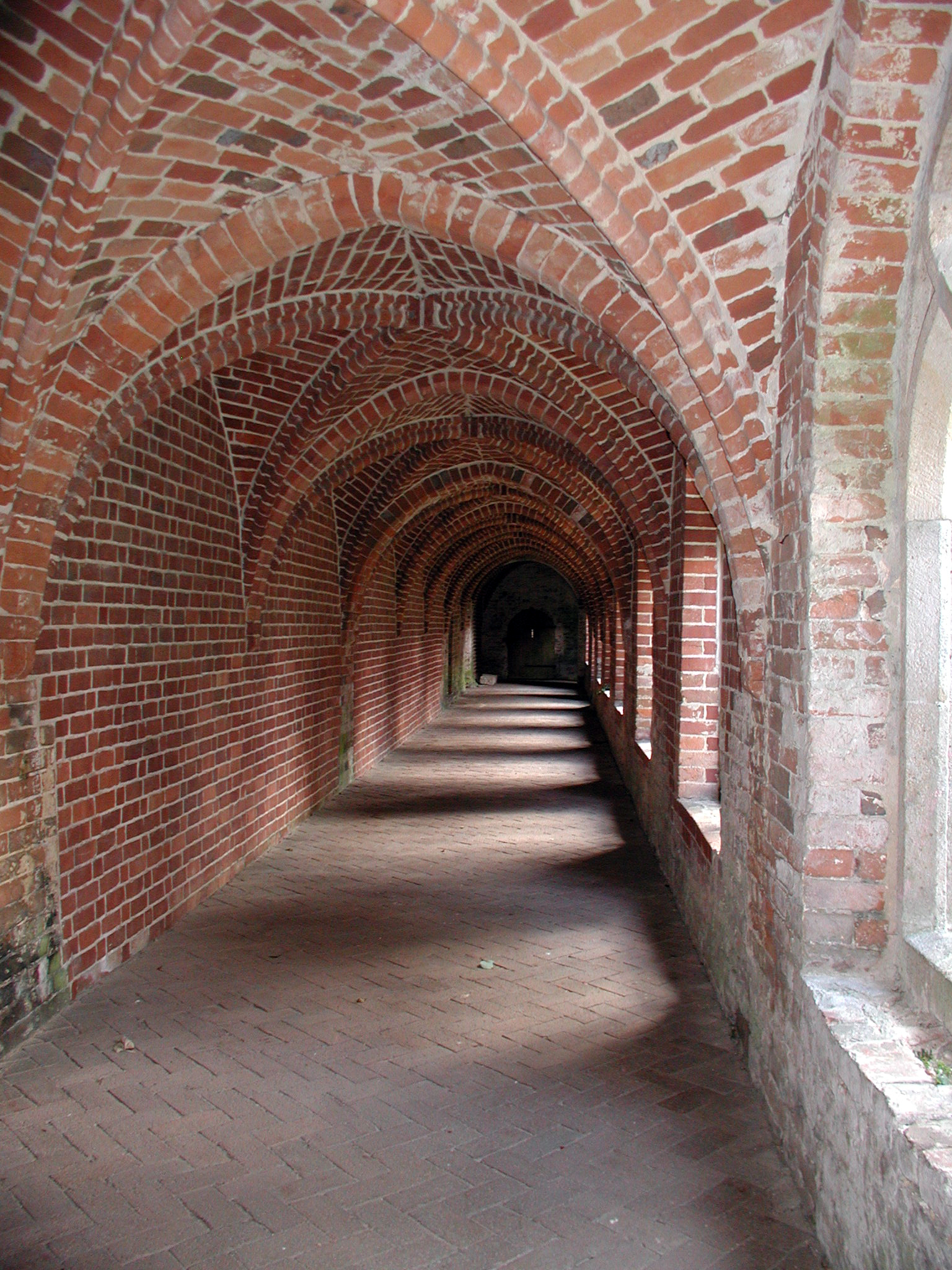
Kloostergang

- Naast de kerk bevindt zich een kloostergang.
- Het barokke altaar uit 1710, gemaakt door Thomas Jöllemann.

In de nabije omgeving: opslagschuur voor rogge, begraafplaats in het bos, oud bosbestand en heideleerpad in het Hahnenmoor.

## Gebruik
In de eerste plaats is de abdij sinds de stichting tot op de huidige dag woonplaats van alleenstaande vrouwen, die in een christelijke gemeenschap wonen en werken. Jongvolwassen vrouwen (16-30 jaar) kunnen enkele maanden tot een jaar meedraaien en daarmee eventueel aan een stageverplichting voldoen.
De abdij wordt nog steeds door een oecumenische vrouwengemeenschap bewoond. Niet alle deelnemers wonen intern. Door hen worden met ondersteuning van de vriendenkring van de abdij in de loop van een jaar diverse activiteiten aangeboden. In de kerk vinden in de zomermaanden concerten plaats. Sinds 2007 wordt elk jaar in juli een gitaarseminar gehouden, met internationaal gerenommeerde docenten. In de oude graanschuur worden lezingen gehouden over maatschappelijke of kerkelijke thema's. Tentoonstellingen en voordrachten vullen het aanbod aan.
In de abdijkerk vinden regelmatig vrij toegankelijke diensten en gebedsuren plaats, tegenwoordig naar de liturgische vorm van Taizé. Sinds 2005 biedt men verdeeld over het jaar een programma aan met studiedagen, bezinning en meditatie.
De omliggende gebouwen bieden plaats voor conferenties, feesten en overnachtingen en zijn ook geschikt voor een jeugdgroep, paardrijvakantie of familiereünie.

## Afbeeldingen

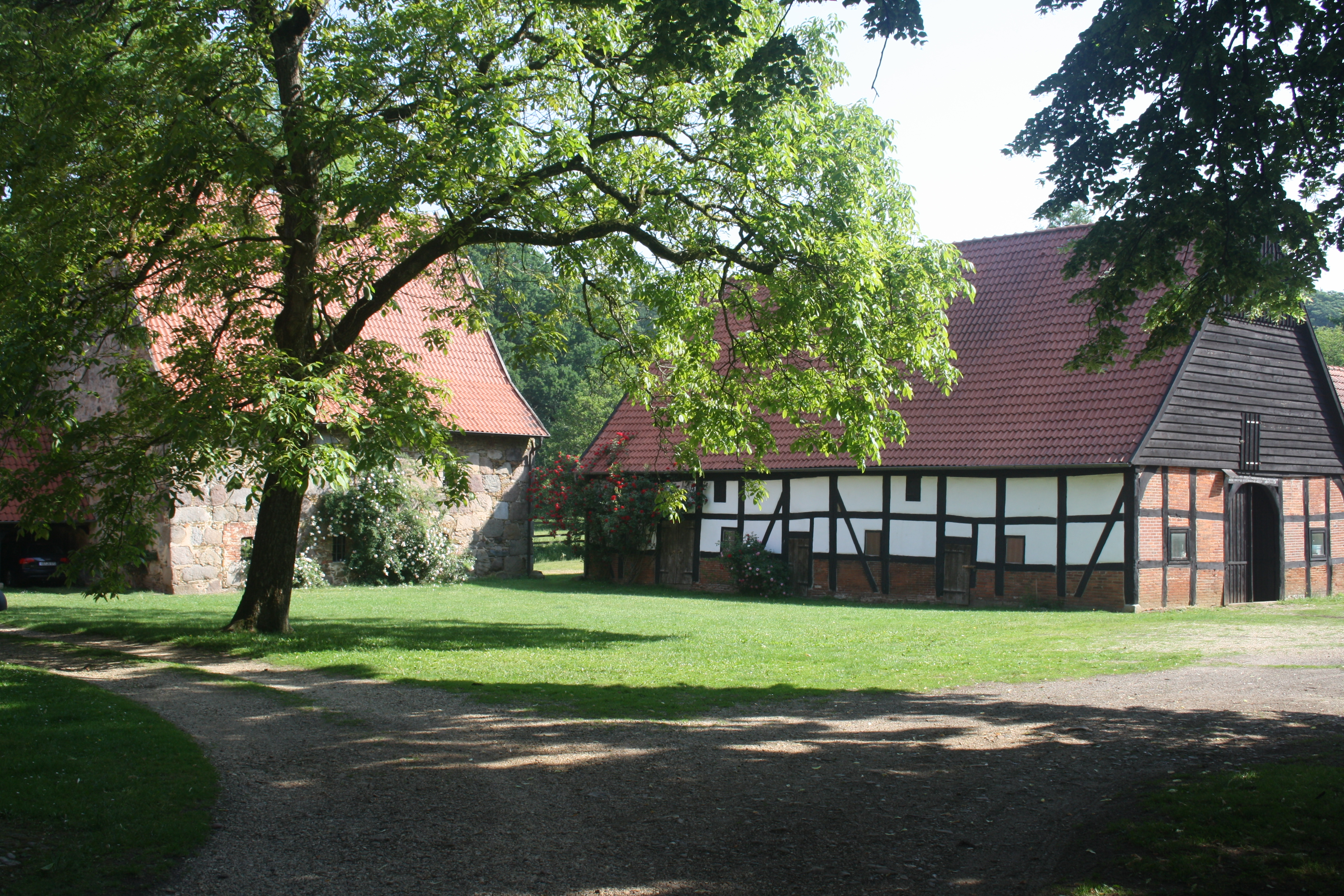
Paardenstal (rechts) en roggeschuur (links)
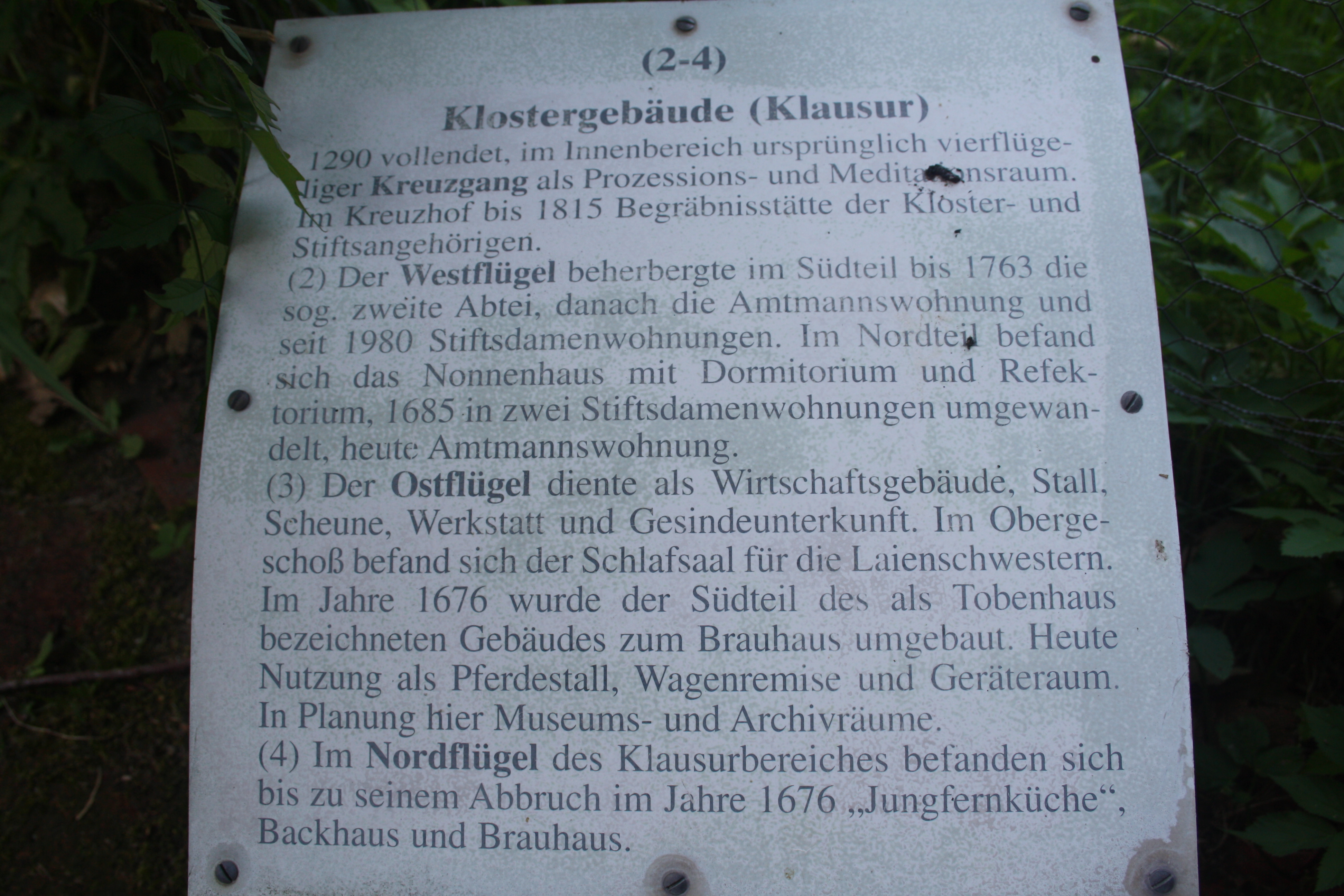
Informatiebord
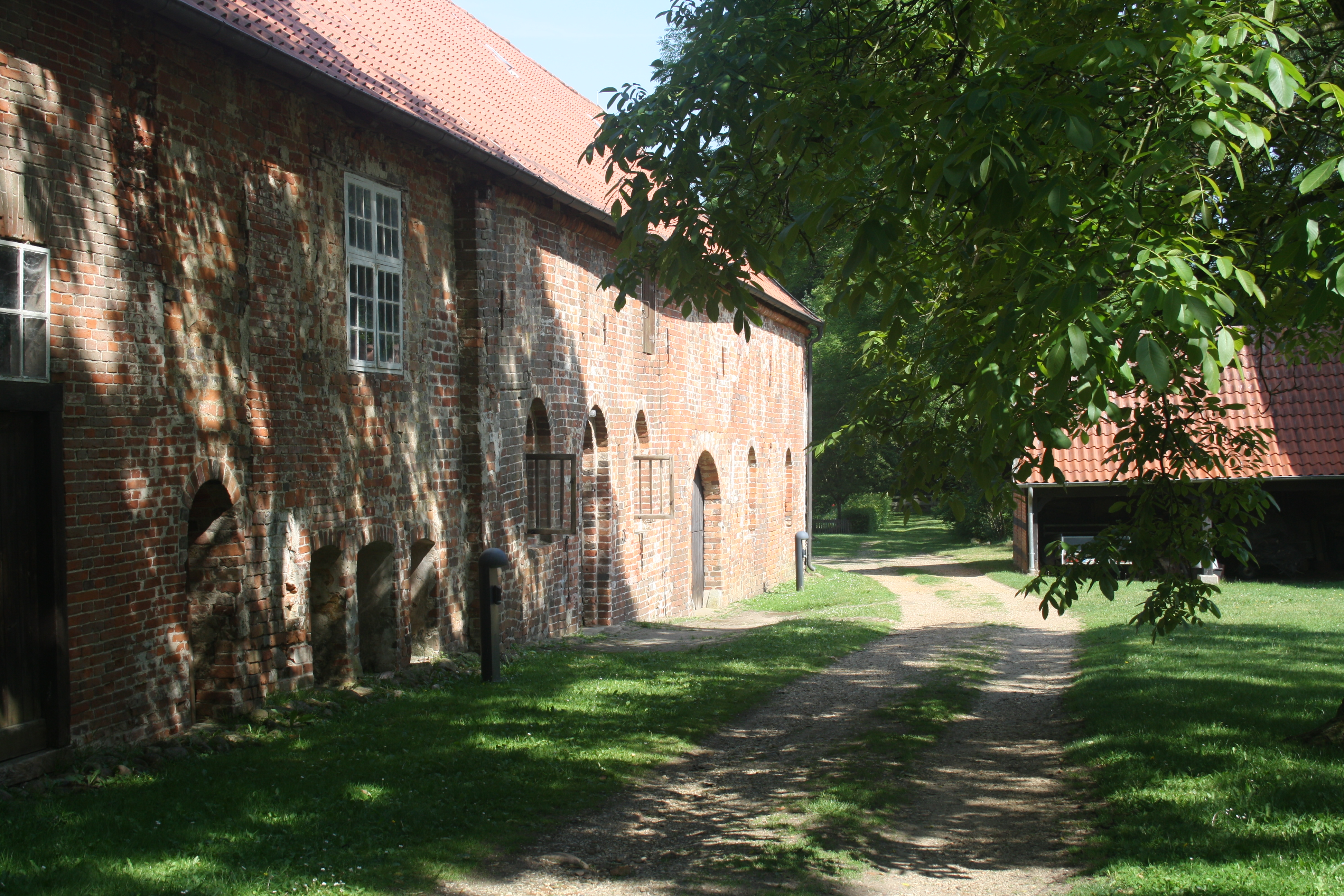
Oostvleugel
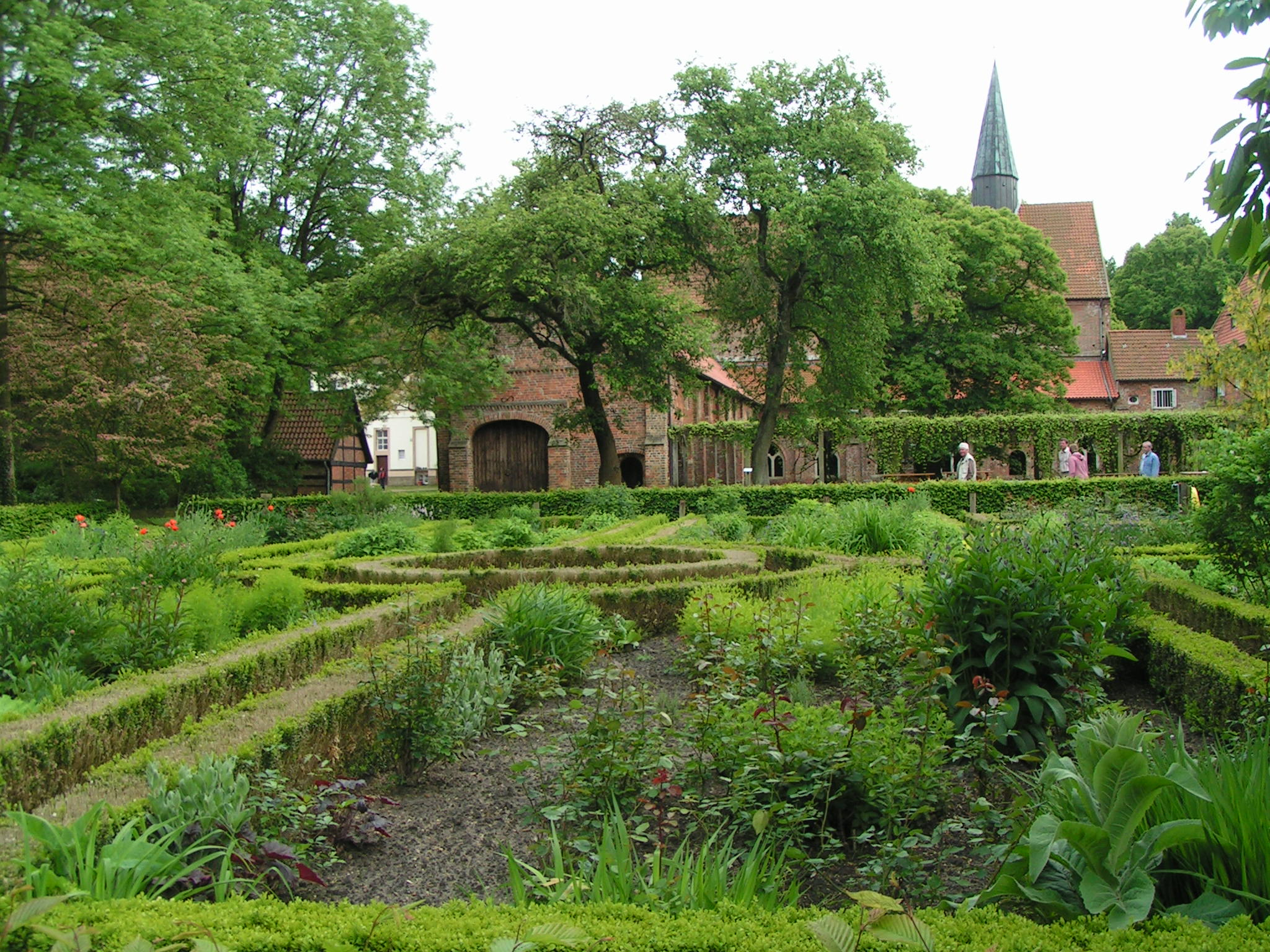
Groente- en bloementuin